# Copa Mundial de Fútbol Playa FIFA 2011
La Copa Mundial de Fútbol Playa de FIFA de 2011 fue la 6.ª edición del campeonato mundial bajo la organización de FIFA. El certamen se llevó a cabo en Rávena, Italia, y fue ganado por la selección de Rusia, por primera ocasión en la historia.  

## Equipos participantes
Países participantes
| Clasificatorios | Clasificatorios | Clasificatorios | Clasificatorios | Clasificatorios | Clasificatorios |
| --------------- | --------------- | --------------- | --------------- | --------------- | --------------- |
| CAF             | AFC             | UEFA            | Concacaf        | OFC             | Conmebol        |

| Equipos participantes | Equipos participantes | Equipos participantes | Equipos participantes |
| --------------------- | --------------------- | --------------------- | --------------------- |
| Argentina             | Italia                | Omán                  | Suiza                 |
| Brasil                | Japón                 | Portugal              | Tahití                |
| El Salvador           | México                | Rusia                 | Ucrania               |
| Irán                  | Nigeria               | Senegal               | Venezuela             |

### Sorteo
El sorteo para la conformación de los grupos se llevó a cabo en la ciudad de Roma el día 5 de julio de 2011, con la presencia de Giancarlo Abete, presidente de la Federación Italiana de Fútbol, y Carlo Tavecchio, vicepresidente de la misma entidad, y presidente de la Lega Nazionale Dilettanti. Además, la ceremonia fue conducida por Joan Cuscó, miembro del comité de fútbol sala y fútbol playa de la FIFA, y Jaime Yarza, alto directivo de las competiciones de fútbol sala y fútbol playa de la misma organización.

## Árbitros
Árbitros
| OFC - Hugo Pado CAF - David Adolphe - Said Hachim - Jelili Ogunmuyiwa AFC - Ebrahim Almansory - Suhaimi Mat Hassan - Tasuku Onodera - Suwat Wongsuwan | Concacaf - Óscar Arosemena - Miguel López - Óscar Velásquez Conmebol - Javier Bentancor - José Cortéz - Rene de la Rosa - Ivo de Moraes - Juan Rodríguez | UEFA - Serdar Akcer - Alexander Berezkin - Rubén Eiriz - Michael Medina - Istvan Meszaros - Roberto Pungitore - Tomasz Winiarczyk - Christian Zimmermann |

## Primera fase
Eliminatorias

### Grupo A
| Equipo  | Pts | PJ | PG | PG+ | PP | GF | GC | Dif |
| ------- | --- | -- | -- | --- | -- | -- | -- | --- |
| Italia  | 7   | 3  | 1  | 2   | 0  | 13 | 12 | 1   |
| Senegal | 5   | 3  | 1  | 1   | 1  | 17 | 15 | 2   |
| Suiza   | 3   | 3  | 1  | 0   | 2  | 16 | 15 | 1   |
| Irán    | 0   | 3  | 0  | 0   | 3  | 13 | 17 | -4  |

| 1 de septiembre de 2011, 17:00 | Suiza                                                                                         | 8:8                            | Senegal                                                                                  | Stadio del Mare, Rávena                                               |                                                                       |
|                                | Stankovic 6'40 19'58 21'37 · Jaeggy 17'16 32'45 · Sylla 24'26 (a.g.) 27'17 (a.g.) · Leu 32'24 | ( 1:4, 3:4, 4:0, 0:0 ) Reporte | Koukpaki 2'56 3'51 21'52 · Mbaye 5'51 · Sylla 10'03 23'03 · Bakhoum 19'47 · Diagne 23'10 | Asistencia: 4.500 espectadores Árbitro(s): Juan Rodríguez (Argentina) | Asistencia: 4.500 espectadores Árbitro(s): Juan Rodríguez (Argentina) |

| Tiros desde el punto penal |                          |     |                  |          |
| Stankovic                  | Fallo de penal (atajado) | 0:1 | Acierto de penal | Koukpaki |

| 1 de septiembre de 2011, 18:30 | Italia                                                                                 | 6:6                            | Irán                                                                                 | Stadio del Mare, Rávena                                               |                                                                       |
|                                | Soria 7'23 (pen.) 28'27 · Marrucci 19'33 · Gori 19'58 · Corosiniti 26'42 · Palma 28'57 | ( 1:1, 2:3, 3:2, 0:0 ) Reporte | Hassani 5'40 (pen.) · Naderi 12'42 · Abdollahi 15'53 27'46 · Boulokbashi 21'56 35'01 | Asistencia: 5.000 espectadores Árbitro(s): Javier Bentancor (Uruguay) | Asistencia: 5.000 espectadores Árbitro(s): Javier Bentancor (Uruguay) |

| Tiros desde el punto penal |                  |     |                           |             |
| Feudi                      | Acierto de penal | 1:1 | Acierto de penal          | Mokhtari    |
| Soria                      | Acierto de penal | 2:2 | Acierto de penal          | Naderi      |
| Palma                      | Acierto de penal | 3:3 | Acierto de penal          | Boulokbashi |
| Gori                       | Acierto de penal | 4:4 | Acierto de penal          | Ahmadzadeh  |
| Palmacci                   | Acierto de penal | 5:4 | Fallo de penal (desviado) | Mesigar     |

| 3 de septiembre de 2011, 15:30 | Irán                                                     | 4:6                       | Suiza                                                                                               | Stadio del Mare, Rávena                                         |                                                                 |
|                                | Mokhtari 8'05 20'32 · Ahmadzadeh 28'30 · Abdollahi 35'35 | ( 1:5, 1:0, 2:1 ) Reporte | V. Jaeggy 3'52 · Spaccarotella 8'09 · M. Jaeggy 8'26 · Rodrigues 9'49 · Schirinzi 10'43 · Leu 35'59 | Asistencia: 3.650 espectadores Árbitro(s): Rubén Eiriz (España) | Asistencia: 3.650 espectadores Árbitro(s): Rubén Eiriz (España) |

| 3 de septiembre de 2011, 18:30 | Senegal                                  | 4:4                            | Italia                                 | Stadio del Mare, Rávena                                                |                                                                        |
|                                | Mbaye 26'21 33'58 · Koukpaki 35'07 35'17 | ( 0:2, 0:0, 4:2, 0:0 ) Reporte | Feudi 0'15 · Palmacci 7'56 35'09 35'20 | Asistencia: 5.500 espectadores Árbitro(s): Jelili Ogunmuyiwa (Nigeria) | Asistencia: 5.500 espectadores Árbitro(s): Jelili Ogunmuyiwa (Nigeria) |

| Tiros desde el punto penal |                          |     |                  |       |
| Koukpaki                   | Acierto de penal         | 1:1 | Acierto de penal | Feudi |
| Fall                       | Acierto de penal         | 2:2 | Acierto de penal | Soria |
| Mbaye                      | Fallo de penal (atajado) | 2:3 | Acierto de penal | Palma |

| 5 de septiembre de 2011, 15:30 | Irán                                              | 3:5                       | Senegal                                      | Stadio del Mare, Rávena                                             |                                                                     |
|                                | Hassani 15'32 · Mesigar 18'17 · Boulokbashi 30'49 | ( 0:3, 2:1, 1:1 ) Reporte | Mbaye 0'06 3'43 · Fall 8'25 35'41 · Ba 23'08 | Asistencia: 3.500 espectadores Árbitro(s): Miguel López (Guatemala) | Asistencia: 3.500 espectadores Árbitro(s): Miguel López (Guatemala) |

| 5 de septiembre de 2011, 18:30 | Italia                               | 3:2                       | Suiza                      | Stadio del Mare, Rávena                                              |                                                                      |
|                                | Soria 23'40 · Corosiniti 26'43 35'06 | ( 0:1, 1:0, 2:1 ) Reporte | Leu 8'27 · Stankovic 35'02 | Asistencia: 5.500 espectadores Árbitro(s): Istvan Meszaros (Hungría) | Asistencia: 5.500 espectadores Árbitro(s): Istvan Meszaros (Hungría) |

### Grupo B
| Equipo      | Pts | PJ | PG | PG+ | PP | GF | GC | Dif |
| ----------- | --- | -- | -- | --- | -- | -- | -- | --- |
| Portugal    | 9   | 3  | 3  | 0   | 0  | 24 | 5  | 19  |
| El Salvador | 6   | 3  | 2  | 0   | 1  | 10 | 17 | -7  |
| Argentina   | 3   | 3  | 1  | 0   | 2  | 6  | 10 | -4  |
| Omán        | 0   | 3  | 0  | 0   | 3  | 7  | 15 | -8  |

| 1 de septiembre de 2011, 15:30 | Argentina                                    | 3:1                       | Omán           | Stadio del Mare, Rávena                                         |                                                                 |
|                                | Vivas 16'07 · Spinelli 20'03 · Larreta 26'06 | ( 0:1, 2:0, 1:0 ) Reporte | Al Sinani 1'00 | Asistencia: 3.000 espectadores Árbitro(s): Rubén Eiriz (España) | Asistencia: 3.000 espectadores Árbitro(s): Rubén Eiriz (España) |

| 1 de septiembre de 2011, 20:00 | El Salvador                         | 2:11                      | Portugal | Stadio del Mare, Rávena                                           |                                                                   |
|                                | Ruiz 16'03 (pen.) · Velásquez 27'46 | ( 0:4, 1:5, 1:2 ) Reporte | Madjer 0'07 1'44 4'57 · Belchior 0'26 (pen.) 31'08 · Coimbra 14'31 26'25 · Alan 16'14 16'39 · Lucio 21'50 · Bruno Novo 23'34 | Asistencia: 2.000 espectadores Árbitro(s): Tasuku Onodera (Japón) | Asistencia: 2.000 espectadores Árbitro(s): Tasuku Onodera (Japón) |

| 3 de septiembre de 2011, 17:00 | Portugal                                       | 5:0                       | Argentina | Stadio del Mare, Rávena                                               |                                                                       |
|                                | Madjer 3'01 16'29 23'27 33'41 · Belchior 22'18 | ( 1:0, 3:0, 1:0 ) Reporte |           | Asistencia: 4.500 espectadores Árbitro(s): Alexander Berezkin (Rusia) | Asistencia: 4.500 espectadores Árbitro(s): Alexander Berezkin (Rusia) |

| 3 de septiembre de 2011, 20:00 | Omán                                    | 3:4                       | El Salvador                                                                | Stadio del Mare, Rávena                                             |                                                                     |
|                                | Al Sinani 11'33 33'26 · Al Dhabat 33'15 | ( 1:0, 0:1, 2:3 ) Reporte | E. Ramírez 15'52 · Hernández 24'19 · Al Mukhaini 25'18 (a.g.) · Ruiz 35'34 | Asistencia: 1.500 espectadores Árbitro(s): Said Hachim (Madagascar) | Asistencia: 1.500 espectadores Árbitro(s): Said Hachim (Madagascar) |

| 5 de septiembre de 2011, 17:00 | Portugal | 8:3                       | Omán                                                 | Stadio del Mare, Rávena                                          |                                                                  |
|                                | Madjer 2'50 32'10 · Paulo Graca 8'46 · Lucio 11'33 33'04 · Al Araimi 17'46 (a.g.) · Duarte 21'03 (pen.) · Belchior 26'04 | ( 3:0, 2:1, 3:2 ) Reporte | Al Qassmi 23'33 · Al Mukhaini 27'15 · Al Rajhi 30'39 | Asistencia: 4.130 espectadores Árbitro(s): José Cortéz (Ecuador) | Asistencia: 4.130 espectadores Árbitro(s): José Cortéz (Ecuador) |

| 5 de septiembre de 2011, 20:00 | El Salvador                                                  | 4:3                       | Argentina                             | Stadio del Mare, Rávena                                                |                                                                        |
|                                | Velásquez 18'13 · Ruiz 23'48 · Membreño 31'24 · Torres 35'18 | ( 0:0, 2:2, 2:1 ) Reporte | Franceschini 18'41 · Levi 18'56 35'50 | Asistencia: 1.330 espectadores Árbitro(s): Jelili Ogunmuyiwa (Nigeria) | Asistencia: 1.330 espectadores Árbitro(s): Jelili Ogunmuyiwa (Nigeria) |

### Grupo C
| Equipo    | Pts | PJ | PG | PG+ | PP | GF | GC | Dif |
| --------- | --- | -- | -- | --- | -- | -- | -- | --- |
| Rusia     | 9   | 3  | 3  | 0   | 0  | 20 | 7  | 13  |
| Nigeria   | 6   | 3  | 2  | 0   | 1  | 13 | 12 | 1   |
| Tahití    | 3   | 3  | 1  | 0   | 2  | 6  | 11 | -5  |
| Venezuela | 0   | 3  | 0  | 0   | 3  | 8  | 17 | -9  |

| 2 de septiembre de 2011, 15:30 | Nigeria                                                   | 4:8                       | Rusia | Stadio del Mare, Rávena                                          |                                                                  |
|                                | Olawale 5'00 · Tale 23'09 · Najare 23'21 · Okemmiri 24'51 | ( 1:4, 2:3, 1:1 ) Reporte | Eremeev 3'00 18'13 · Gorchinskiy 4'03 · Shaykov 6'51 11'26 · Makarov 22'02 · Leonov 23'43 · Shkarin 35'56 | Asistencia: 1.000 espectadores Árbitro(s): José Cortéz (Ecuador) | Asistencia: 1.000 espectadores Árbitro(s): José Cortéz (Ecuador) |

| 2 de septiembre de 2011, 20:00 | Tahití                                                           | 5:2                       | Venezuela                   | Stadio del Mare, Rávena                                              |                                                                      |
|                                | Zaveroni 6'15 19'06 · Bennett 15'22 · Amau 17'55 · Labaste 32'55 | ( 1:1, 3:1, 1:0 ) Reporte | Quintero 6'17 · Longa 21'50 | Asistencia: 1.500 espectadores Árbitro(s): Istvan Meszaros (Hungría) | Asistencia: 1.500 espectadores Árbitro(s): Istvan Meszaros (Hungría) |

| 4 de septiembre de 2011, 17:00 | Venezuela                                          | 3:5                       | Nigeria                                             | Stadio del Mare, Rávena                                             |                                                                     |
|                                | Quintero 5'00 · Nwosu 18'46 (a.g.) · Camargo 26'46 | ( 1:2, 1:1, 1:2 ) Reporte | Olawale 8'16 11'00 · Tale 23'19 26'25 · Nwosu 35'13 | Asistencia: 3.750 espectadores Árbitro(s): Óscar Arosemena (Panamá) | Asistencia: 3.750 espectadores Árbitro(s): Óscar Arosemena (Panamá) |

| 4 de septiembre de 2011, 20:00 | Rusia                                                                               | 5:0                       | Tahití | Stadio del Mare, Rávena                                                |                                                                        |
|                                | Shaykov 17'00 · Eremeev 27'05 · Krasheninnikov 27'39 · Leonov 29'35 · Makarov 33'21 | ( 0:0, 1:0, 4:0 ) Reporte |        | Asistencia: 1.000 espectadores Árbitro(s): Suwat Wongsuwan (Tailandia) | Asistencia: 1.000 espectadores Árbitro(s): Suwat Wongsuwan (Tailandia) |

| 6 de septiembre de 2011, 17:00 | Venezuela                                       | 3:7                       | Rusia                                                                                 | Stadio del Mare, Rávena                                                               |                                                                                       |
|                                | Monsalve 10'33 · Landaeta 21'31 · Cardone 35'11 | ( 1:0, 1:4, 1:3 ) Reporte | Shishin 15'03 20'04 21'18 · Shkarin 16'38 · Leonov 27'12 · Krasheninnikov 30'14 34'07 | Asistencia: 2.150 espectadores Árbitro(s): Ebrahim Almansory (Emiratos Árabes Unidos) | Asistencia: 2.150 espectadores Árbitro(s): Ebrahim Almansory (Emiratos Árabes Unidos) |

| 6 de septiembre de 2011, 20:00 | Tahití         | 1:4                       | Nigeria                                                 | Stadio del Mare, Rávena                                           |                                                                   |
|                                | Zaveroni 15'37 | ( 0:0, 1:3, 0:1 ) Reporte | Tale 13'16 19'11 · Najare 19'44 (pen.) · Okemmiri 30'26 | Asistencia: 1.740 espectadores Árbitro(s): Ivo de Moraes (Brasil) | Asistencia: 1.740 espectadores Árbitro(s): Ivo de Moraes (Brasil) |

### Grupo D
| Equipo  | Pts | PJ | PG | PG+ | PP | GF | GC | Dif |
| ------- | --- | -- | -- | --- | -- | -- | -- | --- |
| Brasil  | 8   | 3  | 2  | 1   | 0  | 11 | 7  | 4   |
| México  | 5   | 3  | 1  | 1   | 1  | 6  | 8  | -2  |
| Ucrania | 3   | 3  | 1  | 0   | 2  | 8  | 6  | 2   |
| Japón   | 0   | 3  | 0  | 0   | 3  | 6  | 10 | -4  |

| 2 de septiembre de 2011, 17:00 | Japón                         | 2:3                       | México                                                            | Stadio del Mare, Rávena                                                |                                                                        |
|                                | Yamauchi 11'01 · Suzuki 30'29 | ( 1:0, 0:2, 1:1 ) Reporte | Á. Rodríguez 21'02 (pen.) · O. Cervantes 23'58 · Villalobos 29'26 | Asistencia: 3.000 espectadores Árbitro(s): Tomasz Winiarczyk (Polonia) | Asistencia: 3.000 espectadores Árbitro(s): Tomasz Winiarczyk (Polonia) |

| 2 de septiembre de 2011, 18:30 | Brasil                             | 3:3                            | Ucrania                                               | Stadio del Mare, Rávena                                             |                                                                     |
|                                | Benjamin 4'18 · Sídney 15'02 26'40 | ( 1:0, 1:3, 1:0, 0:0 ) Reporte | I. Borsuk 15'26 · Zborovskyi 16'59 · Korniichuk 23'53 | Asistencia: 5.000 espectadores Árbitro(s): Óscar Arosemena (Panamá) | Asistencia: 5.000 espectadores Árbitro(s): Óscar Arosemena (Panamá) |

| Tiros desde el punto penal |                  |     |                          |            |
| André                      | Acierto de penal | 1:1 | Acierto de penal         | I. Borsuk  |
| Bruno                      | Acierto de penal | 2:1 | Fallo de penal (atajado) | Korniichuk |

| 4 de septiembre de 2011, 15:30 | Ucrania                                                          | 4:2                       | Japón                    | Stadio del Mare, Rávena                                                               |                                                                                       |
|                                | Pachev 0'02 · Bozhenko 18'09 · Zborovskyi 19'47 · Mozgovyy 32'41 | ( 1:0, 2:1, 1:1 ) Reporte | Oda 20'39 · Komaki 29'06 | Asistencia: 2.870 espectadores Árbitro(s): Ebrahim Almansory (Emiratos Árabes Unidos) | Asistencia: 2.870 espectadores Árbitro(s): Ebrahim Almansory (Emiratos Árabes Unidos) |

| 4 de septiembre de 2011, 18:30 | México                  | 2:5                       | Brasil                                                                          | Stadio del Mare, Rávena                                               |                                                                       |
|                                | Plata 2'57 23'31 (pen.) | ( 1:2, 1:3, 0:0 ) Reporte | Benjamin 4'18 · Betinho 9'02 · André 16'28 (pen.) · Buru 20'48 · Jorginho 23'16 | Asistencia: 5.230 espectadores Árbitro(s): Alexander Berezkin (Rusia) | Asistencia: 5.230 espectadores Árbitro(s): Alexander Berezkin (Rusia) |

| 6 de septiembre de 2011, 15:30 | Ucrania    | 1:1                           | México     | Stadio del Mare, Rávena                                                |                                                                        |
|                                | Butko 5'41 | ( 1:0, 0:0, 0:1 0:0 ) Reporte | Cati 32'29 | Asistencia: 2.000 espectadores Árbitro(s): Tomasz Winiarczyk (Polonia) | Asistencia: 2.000 espectadores Árbitro(s): Tomasz Winiarczyk (Polonia) |

| Tiros desde el punto penal |                          |     |                          |               |
| I. Borsuk                  | Fallo de penal (atajado) | 0:0 | Fallo de penal (atajado) | R. Villalobos |
| Yevdokymov                 | Fallo de penal (atajado) | 0:1 | Acierto de penal         | Á. Rodríguez  |

| 6 de septiembre de 2011, 18:30 | Brasil                             | 3:2                       | Japón                               | Stadio del Mare, Rávena                                         |                                                                 |
|                                | André 11'57 26'12 · Benjamin 24'18 | ( 1:1, 0:1, 2:0 ) Reporte | Yamauchi 4'04 · Komaki 18'56 (pen.) | Asistencia: 4.500 espectadores Árbitro(s): Rubén Eiriz (España) | Asistencia: 4.500 espectadores Árbitro(s): Rubén Eiriz (España) |

## Segunda fase
Referencia

### Cuadro general
|  | Cuartos de final   | Cuartos de final |        |             | Semifinales      | Semifinales      |             |              | Final            | Final            |  |
|  | 8 de septiembre    | 8 de septiembre  |        |             | 10 de septiembre | 10 de septiembre |             |              | 11 de septiembre | 11 de septiembre |  |
|  |                    |                  |        |             |                  |                  |             |              |                  |                  |  |
|  |                    |                  |        |             |                  |                  |             |              |                  |                  |  |
|  | Italia             | 5                |        |             |                  |                  |             |              |                  |                  |  |
|  | Italia             | 5                |        |             |                  |                  |             |              |                  |                  |  |
|  | El Salvador (t.s.) | 6                |        |             |                  |                  |             |              |                  |                  |  |
|  | El Salvador (t.s.) | 6                |        | El Salvador | 3                |                  |             |              |                  |                  |  |
|  |                    |                  |        | El Salvador | 3                |                  |             |              |                  |                  |  |
|  |                    |                  | Rusia  | 7           |                  |                  |             |              |                  |                  |  |
|  | Rusia              | 5                | Rusia  | 7           |                  |                  |             |              |                  |                  |  |
|  | Rusia              | 5                |        |             |                  |                  |             |              |                  |                  |  |
|  | México             | 3                |        |             |                  |                  |             |              |                  |                  |  |
|  | México             | 3                |        |             |                  |                  |             | Rusia        | 12               |                  |  |
|  |                    |                  |        |             |                  |                  |             | Rusia        | 12               |                  |  |
|  |                    |                  | Brasil | 8           |                  |                  |             |              |                  |                  |  |
|  | Portugal (p.)      | 4 (3)            | Brasil | 8           |                  |                  |             |              |                  |                  |  |
|  | Portugal (p.)      | 4 (3)            |        |             |                  |                  |             |              |                  |                  |  |
|  | Senegal            | 4 (2)            |        |             |                  |                  |             |              |                  |                  |  |
|  | Senegal            | 4 (2)            |        | Portugal    | 1                |                  |             | Tercer lugar | Tercer lugar     |                  |  |
|  |                    |                  |        | Portugal    | 1                |                  |             | Tercer lugar | Tercer lugar     |                  |  |
|  |                    |                  | Brasil | 4           |                  |                  |             |              |                  |                  |  |
|  | Brasil (t.s.)      | 10               | Brasil | 4           |                  |                  | El Salvador | 2            |                  |                  |  |
|  | Brasil (t.s.)      | 10               |        |             |                  |                  | El Salvador | 2            |                  |                  |  |
|  | Nigeria            | 8                |        |             |                  |                  |             |              | Portugal         | 3                |  |
|  | Nigeria            | 8                |        |             |                  |                  |             |              | Portugal         | 3                |  |
|  |                    |                  |        |             |                  |                  |             |              |                  |                  |  |

### Cuartos de final
| 8 de septiembre de 2011, 15:30 | Rusia                                                                                  | 5:3                       | México                                              | Stadio del Mare, Rávena                                              |                                                                      |
|                                | Leonov 1'59 · Shaykov 13'18 · Krasheninnikov 15'01 · Gorchinskiy 22'10 · Eremeev 26'21 | ( 1:1, 3:0, 1:2 ) Reporte | A. Barbosa 9'34 · R. Villalobos 30'05 · Plata 31'02 | Asistencia: 4.500 espectadores Árbitro(s): Istvan Meszaros (Hungría) | Asistencia: 4.500 espectadores Árbitro(s): Istvan Meszaros (Hungría) |

| 8 de septiembre de 2011, 17:00 | Portugal                                                 | 4:4                            | Senegal                                                        | Stadio del Mare, Rávena                                           |                                                                   |
|                                | Madjer 4'26 · Belchior 4'53 · Torres 9'40 · Jordan 22'35 | ( 3:1, 1:2, 0:1, 0:0 ) Reporte | Koukpaki 4'25 · Sylla 12'32 (pen.) 12'45 · Diagne 35'15 (pen.) | Asistencia: 5.500 espectadores Árbitro(s): Tasuku Onodera (Japón) | Asistencia: 5.500 espectadores Árbitro(s): Tasuku Onodera (Japón) |

| Tiros desde el punto penal |                  |     |                           |          |
| Torres                     | Acierto de penal | 1:1 | Acierto de penal          | Koukpaki |
| Belchior                   | Acierto de penal | 2:2 | Acierto de penal          | Fall     |
| Madjer                     | Acierto de penal | 3:2 | Fallo de penal (desviado) | Ba       |

| 8 de septiembre de 2011, 18:30 | Italia                                               | 5:6                            | El Salvador                                                      | Stadio del Mare, Rávena                                          |                                                                  |
|                                | Palmacci 3'30 17'07 30'19 (pen.) 33'17 · Palma 14'23 | ( 1:1, 2:3, 2:1, 0:1 ) Reporte | Velásquez 11'12 17'04 32'39 37'41 · Ruiz 21'26 · Hernández 23'59 | Asistencia: 5.500 espectadores Árbitro(s): José Cortéz (Ecuador) | Asistencia: 5.500 espectadores Árbitro(s): José Cortéz (Ecuador) |

| 8 de septiembre de 2011, 20:00 | Brasil | 10:8                           | Nigeria                                                                           | Stadio del Mare, Rávena                                               |                                                                       |
|                                | André 9'02 10'43 11'43 29'08 36'12 · Anderson 15'51 · Buru 23'53 · Jorginho 32'30 · Benjamin 33'46 · Bruno 36'47 (pen.) | ( 3:1, 2:4, 3:3, 2:0 ) Reporte | Najare 9'05 · Ibenegbu 12'43 15'48 17'08 35'16 · Okwuosa 14'47 34'29 · Tale 35'28 | Asistencia: 4.320 espectadores Árbitro(s): Alexander Berezkin (Rusia) | Asistencia: 4.320 espectadores Árbitro(s): Alexander Berezkin (Rusia) |

### Semifinales
| 10 de septiembre de 2011, 17.30 | El Salvador                       | 3:7                       | Rusia                                                                                              | Stadio del Mare, Rávena                                                |                                                                        |
|                                 | Ruiz 6'22 · Velásquez 16'45 19'27 | ( 1:4, 2:2, 0:1 ) Reporte | Shishin 4'36 · Leonov 4'49 · Shaykov 8'36 18'30 · Makarov 9'47 · Eremeev 21'15 · Gorchinskiy 34'23 | Asistencia: 5.200 espectadores Árbitro(s): Jelili Ogunmuyiwa (Nigeria) | Asistencia: 5.200 espectadores Árbitro(s): Jelili Ogunmuyiwa (Nigeria) |

| 10 de septiembre de 2011, 18:30 | Brasil                                           | 4:1                       | Portugal  | Stadio del Mare, Rávena                                         |                                                                 |
|                                 | Betinho 13'49 · Sídney 15'47 28'48 · Bruno 32'21 | ( 0:1, 2:0, 2:0 ) Reporte | Alan 4'57 | Asistencia: 5.500 espectadores Árbitro(s): Rubén Eiriz (España) | Asistencia: 5.500 espectadores Árbitro(s): Rubén Eiriz (España) |

### Tercer puesto
| 11 de septiembre de 2011, 17:00 | El Salvador                     | 2:3                       | Portugal                                  | Stadio del Mare, Rávena                                             |                                                                     |
|                                 | Alvarado 1'38 · Velásquez 18'09 | ( 1:1, 1:1, 0:1 ) Reporte | Madjer 5'31 24'19 · Belchior 14'28 (pen.) | Asistencia: 5.500 espectadores Árbitro(s): Said Hachim (Madagascar) | Asistencia: 5.500 espectadores Árbitro(s): Said Hachim (Madagascar) |

### Final
| 11 de septiembre de 2011, 18:30 | Rusia | 12:8                      | Brasil                                                                         | Stadio del Mare, Rávena                                          |                                                                  |
|                                 | Shaykov 1'50 5'26 · Leonov 7'19 24'01 · Eremeev 12'14 18'16 · Makarov 14'19 19'46 · Betinho 20'16 (a.g.) · Shishin 20'44 30'25 31'02 | ( 3:2, 6:2, 3:4 ) Reporte | André 7'46 (pen.) 10'22 29'54 32'39 33'14 34'01 · Betinho 16'03 · Sídney 21'35 | Asistencia: 5.500 espectadores Árbitro(s): José Cortéz (Ecuador) | Asistencia: 5.500 espectadores Árbitro(s): José Cortéz (Ecuador) |

|                           |
| Bandera de Rusia          |
| Campeón Rusia 1.er título |

## Estadísticas
| Equipo | Equipo      | Pts | PJ | PG | PG+ | PP | GF | GC | Dif | Rend |
| ------ | ----------- | --- | -- | -- | --- | -- | -- | -- | --- | ---- |
| 1      | Rusia       | 18  | 6  | 6  | 0   | 0  | 44 | 21 | 23  | 100% |
| 2      | Brasil      | 13  | 6  | 3  | 2   | 1  | 33 | 28 | 5   | 72%  |
| 3      | Portugal    | 14  | 6  | 4  | 1   | 1  | 32 | 15 | 17  | 78%  |
| 4      | El Salvador | 9   | 6  | 3  | 0   | 3  | 21 | 32 | -11 | 50%  |
| 5      | Italia      | 7   | 4  | 2  | 1   | 1  | 18 | 18 | 0   | 58%  |
| 6      | Nigeria     | 6   | 4  | 2  | 0   | 2  | 21 | 22 | -1  | 50%  |
| 7      | Senegal     | 5   | 4  | 1  | 1   | 2  | 21 | 19 | 2   | 41%  |
| 8      | México      | 5   | 4  | 1  | 1   | 2  | 9  | 13 | -4  | 41%  |
| 9      | Ucrania     | 3   | 3  | 1  | 0   | 2  | 8  | 6  | 2   | 33%  |
| 10     | Suiza       | 3   | 3  | 1  | 0   | 2  | 16 | 15 | 1   | 33%  |
| 11     | Argentina   | 3   | 3  | 1  | 0   | 2  | 6  | 10 | -4  | 33%  |
| 12     | Tahití      | 3   | 3  | 1  | 0   | 2  | 6  | 11 | -5  | 33%  |
| 13     | Irán        | 0   | 3  | 0  | 0   | 3  | 13 | 17 | -4  | 0%   |
| 14     | Japón       | 0   | 3  | 0  | 0   | 3  | 5  | 9  | -4  | 0%   |
| 15     | Omán        | 0   | 3  | 0  | 0   | 3  | 7  | 15 | -8  | 0%   |
| 16     | Venezuela   | 0   | 3  | 0  | 0   | 3  | 8  | 17 | -9  | 0%   |

## Premios y reconocimientos

### Bota de oro[6]
| Jugador         | Selección   | Anotado | Ast. | Pen. | PJ |
| --------------- | ----------- | ------- | ---- | ---- | -- |
| André           | Brasil      | 14      | 0    | 2    | 6  |
| Madjer          | Portugal    | 12      | 2    | 0    | 6  |
| Frank Velásquez | El Salvador | 9       | 1    | 0    | 6  |
| Egor Shaykov    | Rusia       | 8       | 3    | 0    | 6  |
| Dmitry Shishin  | Rusia       | 7       | 3    | 0    | 6  |
| Ilya Leonov     | Rusia       | 7       | 3    | 0    | 6  |
| Egor Eremeev    | Rusia       | 7       | 2    | 0    | 6  |
| Paolo Palmacci  | Italia      | 7       | 0    | 1    | 4  |

### Balón de oro[7]
| Jugador         | Selección   |
| --------------- | ----------- |
| Ilya Leonov     | Rusia       |
| André           | Brasil      |
| Frank Velásquez | El Salvador |

### Guante de oro[7]
| Jugador            | Selección |
| ------------------ | --------- |
| Andrey Bukhlitskiy | Rusia     |

### Premio al juego limpio[7]
| Selección |
| --------- |
| Nigeria   |